# キセキラッシュ
「 キセキラッシュ 」はGIRLFRIENDの3枚目のシングルである。avex traxから発売された。

## 解説
- 初回限定盤のDVDには「キセキラッシュ」のMVおよびメイキング映像のほか、石垣島でのオフショット等を含む「GIRLFRIEND in ISHIGAKI ISLAND」が収録されている。

## 収録曲

### CD (初回限定盤・通常盤)
1. キセキラッシュ
  - 第99回全国高等学校野球選手権大会における地方大会の中継テーマソング[1]

1. Girl's Talk

### DVD (初回限定盤のみ)
1. 「キセキラッシュ」MUSIC VIDEO
2. 「キセキラッシュ」MAKING
3. 「GIRLFRIEND in ISHIGAKI ISLAND」